# زیرمانلو
زیرمانلو، روستایی در ایران،استان آذربایجان غربی، شهرستان ارومیه، بخش نازلو و دهستان طلاتپه است. 

## جمعیت
بر اساس سرشماری سال ۱۳۸۵ جمعیّت آن ۲۰۳ نفر (۵۵ خانوار)
بوده‌است.